# Península de Setúbal
Die Península de Setúbal (deutsch Halbinsel von Setúbal) war eine portugiesische Subregion und Teil der Region Lissabon (ehemals Lisboa e Vale do Tejo) sowie des Distriktes Setúbal. Die Halbinsel grenzt im Norden an den Tejo (und theoretisch auch an den Großraum Lissabon) sowie an Lezíria do Tejo, im Osten an Alentejo Central und im Süden an Alentejo Litoral. Im Süden und im Westen grenzt der Atlantische Ozean an das Festland. Die Fläche der Subregion beträgt 1582 km². Die Bevölkerung belief sich 2010 auf 782.786 Einwohner. Die Subregion besteht aus neun Kreisen:
- Alcochete
- Almada
- Barreiro
- Moita
- Montijo
- Palmela
- Seixal
- Sesimbra
- Setúbal